# Xu Qiliang

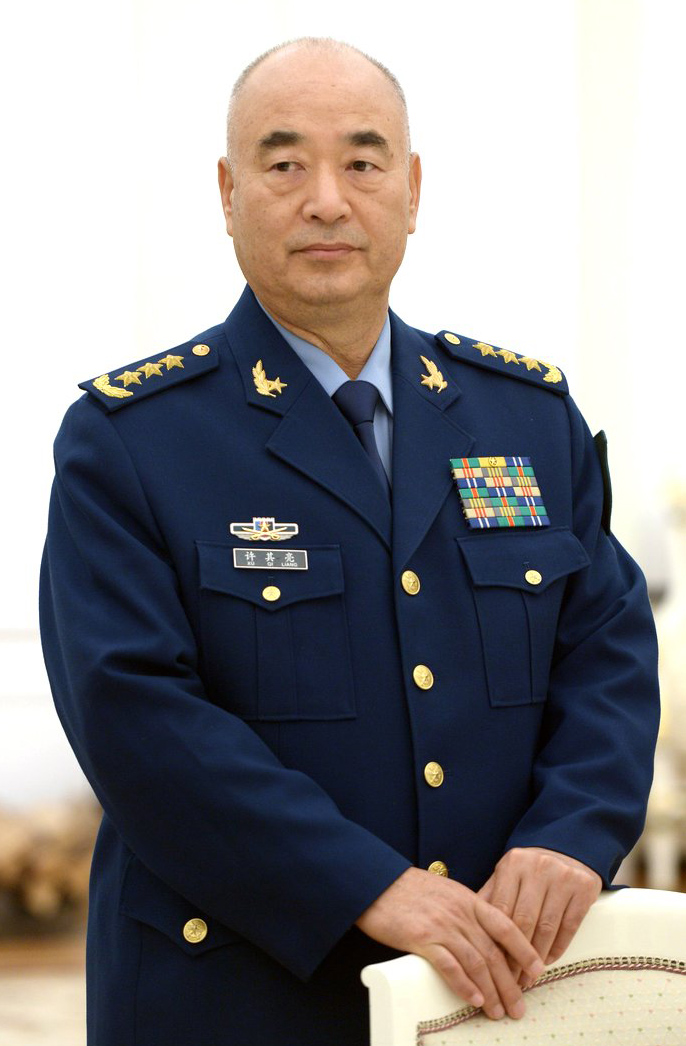
Xu Qiliang (2015)

Xu Qiliang (chinesisch 许其亮; * März 1950 in Linqu, Provinz Shandong; † 2. Juni 2025 in Peking) war ein chinesischer General und Politiker der Kommunistischen Partei Chinas (KPCh), der unter anderem von 2007 bis 2012 Kommandeur der Luftstreitkräfte war. Ab 2012 war er Mitglied des Politbüros des ZK der KPCh und fungierte daneben ab 2012 als stellvertretender Vorsitzender der Zentralen Militärkommission.

## Leben
Xu Qiliang trat nach dem Schulbesuch 1966 in die Luftstreitkräfte der Volksbefreiungsarmee ein und absolvierte von 1966 bis 1967 zunächst eine Ausbildung an der Luftwaffenreserveschule Nr. 1 sowie danach zwischen 1967 und 1969 sowohl an der Luftwaffenschule Nr. 8 sowie an der Luftwaffenschule Nr. 5. Nach Abschluss der Ausbildung war er zunächst Pilot sowie danach von 1973 bis 1976 stellvertretender Kommandeur und zwischen 1976 und 1980 Kommandeur eines Bataillons der Luftstreitkräfte. Im Anschluss fungierte er als stellvertretender Kommandeur sowie von 1983 bis 1984 als Kommandeur einer Division, ehe er 1984 stellvertretender Kommandeur einer Luftstreitkräftearmee wurde. Er fungierte von 1985 bis 1988 als Chef des Stabes des Luftwaffenkommandos in Shanghai und absolvierte während dieser Zeit von 1986 bis 1988 ein Studium an der Nationalen Verteidigungsuniversität der Volksbefreiungsarmee, ehe er danach kommissarischer Kommandeur einer Armee war.
Danach war Xu zwischen 1989 und 1993 erstmals Chef des Stabes sowie Kommandeur einer Armee der Luftstreitkräfte und wurde während dieser Zeit 1991 zum Generalmajor befördert. Auf dem XIV. Parteitag 1992 wurde er erstmals zum Kandidaten des ZK der KPCh gewählt. Er war von 1993 bis 1994 zunächst stellvertretender Chef des Stabes sowie anschließend zwischen 1994 und 1999 abermals Chef des Stabes der Luftstreitkräfte und wurde als solcher 1996 auch zum Generalleutnant befördert. In der Zeit von 1999 bis 2004 war er stellvertretender Kommandeur der Militärregion Liaoning in Shenyang und fungierte zwischen 2000 und 2007 auch als Kommandeur der Luftstreitkräfte der Militärregion Liaoning. Auf dem XVI. Parteitag 2002 wurde er zum Mitglied des ZK gewählt und gehörte diesem seither an. Er fungierte ferner von 2004 bis 2007 als stellvertretender Chef des Generalstabes der Volksbefreiungsarmee. Mit dem Alter von damals 54 Jahren war er der jüngste Inhaber dieser Funktion in der Geschichte der Volksbefreiungsarmee.
Nach seiner Beförderung zum General wurde Xu Qiliang 2007 Nachfolger von General Qiao Qingchen als Kommandeur der Luftstreitkräfte der Volksbefreiungsarmee und verblieb in dieser Funktion bis zu seiner Ablösung durch General Ma Xiaotian 2012. 2007 wurde er ferner Mitglied der Zentralen Militärkommission, deren stellvertretender Vorsitzender er seit 2012 war. Nach dem Ende seiner dritten Amtszeit schied er Ende des Jahres 2022 aus der Zentralen Militärkommission aus.
Auf dem XVIII. Parteitag 2012 wurde er zum Mitglied des Politbüros der Kommunistischen Partei Chinas gewählt. Er fungierte ferner ab 2014 als stellvertretender Direktor der Lenkungsgruppe für tiefgreifende Reformen der Nationalen Verteidigung.